# Ingun Montgomery
Ingun Montgomery, född 14 april 1936 i Uppsala, är en svensk-norsk teolog.

## Biografi
Montgomery är dotter till Karl Gustaf Westman och Margit Printz. Hon utbildade sig först vid Uppsala universitet, där hon blev filosofie kandidat 1958, teologie kandidat 1962 och teologie licentiat 1966. Hon blev universitetsstipendiat vid Universitetet i Bergen 1971 och amanuens i kristendomskunskap vid samma lärosäte 1972. Även doktorsgraden avlade hon, år 1973, i Bergen.
Montgomery utnämndes till professor i kyrkohistoria vid Uppsala universitet 1977 och vid Universitetet i Oslo 1979. I och med detta är hon både Sveriges och Norges första kvinnliga teologiprofessor.
Hennes forskning är inriktad mot reformationstidens och 1600-talets teologiska debatt. Doktorsavhandlingen hade titeln Värjostånd och lärostånd. Relgion och politik i meningsutbytet mellan kungamakt och prästerskap i Sverige 1593–1608 (/1972). Fokus var inriktad mot Karl IX:s kyrkopolitik. I bokverket Sveriges kyrkohistoria har hon skrivit band 4 om 1600-talet,  Enhetskyrkans tid (2002).
Hon utnämndes till teologie hedersdoktor vid Helsingfors universitet 1997. Sedan 1992 är hon ledamot   av Det Norske Videnskaps-Akademi och sedan 2009 hedersledamot av  Finska kyrkohistoriska samfundet.
År 1958 gifte hon sig med Hugo Montgomery.